# Order Bertholda I
Order Bertholda I (niem. Orden Berthold des Ersten, Berthold I. Orden) – badeński order ustanowiony 29 kwietnia 1877 przez wielkiego księcia Fryderyka I Badeńskiego. Zniesiony w 1919.
Dzielił się na cztery klasy:
- Krzyż Wielki,
- Komandor I Klasy,
- Komandor II Klasy,
- Kawaler.